# Krane (Stadt)
Krane (in der Antike auch altgriechisch Κράνιοι Kranioi, neugriechisch Κράνη (f. sg.) Krani) war eine Stadt auf Kefalonia und in der Antike Teil der Tetrapolis auf der Insel. Im Peloponnesischen Krieg stand Kranioi auf der Seite Athens, das dort 421 v. Chr. aus Pylos geflohene Messenier ansiedelte.
Krane lag östlich, oberhalb der Koútavos-Lagune an der Bucht von Argostóli. Die historischen Quellen sind ebenso spärlich wie die Überreste. Man geht davon aus, dass sich hier bereits in mykenischer Zeit eine Befestigung befand; noch in Römischer Zeit waren die Münzen von Kráne im Umlauf.
Erhalten ist eine polygonale Mauer, die vermutlich aus dem 4./3. Jh. v. Chr. stammt. Sie verläuft in West-Ost-Richtung den Hügel entlang, auf dem einst die Akropolis über der Stadt thronte. 
Auch in byzantinischer Zeit war Kráne noch bewohnt und diente als Vorposten für die Festung Ágios Geórgios. Auf dem wesentlich niedrigeren Gipfel findet man noch Reste der byzantinischen Befestigungsanlage, die auf den Ruinen der früheren Mauer errichtet worden war.
Der Name der Stadt geht vermutlich auf Kranios zurück, den Sohn von Kephalos, dem Namensgeber der Insel. Gesicherte Erkenntnisse dazu gibt es allerdings nicht.
Aufgrund der Malaria musste die Stadt aufgegeben werden. 1,5 km entfernt wurde die neue Stadt Argostoli gegründet. Das ehemalige Stadtgebiet ist heute eine archäologische Ausgrabungsstätte.